# Constitution espagnole de 1931
 (décembre 2022).
Si vous disposez d'ouvrages ou d'articles de référence ou si vous connaissez des sites web de qualité traitant du thème abordé ici, merci de compléter l'article en donnant les références utiles à sa vérifiabilité et en les liant à la section « Notes et références ».
Lire en ligne

sur le site du Congrès des députés : en espagnol

Constitution espagnole de 1876 Lois fondamentales du Royaume d'Espagne (franquisme : 1936-1978) 
Constitution espagnole de 1978
La Constitution espagnole de 1931 a été adoptée le 9 décembre 1931 par l'assemblée constituante, à la suite des élections générales espagnoles de 1931 qui ont suivi la proclamation de la Seconde République, et est restée en vigueur jusqu’à la fin de la guerre civile espagnole de 1939. Lors de l’exil républicain, on a continué à reconnaître sa validité jusqu’en 1977, lorsque le processus politique de la Transition a permis l’élaboration d’une nouvelle Magna Carta démocratique, promulguée l’année suivante. La Constitution  était organisée en 10 titres, avec 125 articles au total, et deux dispositions transitoires.

## Les élections à l'Assemblée constituante du 28 juin 1931
Bien qu’elles aient été initialement prévues pour l’automne, le Gouvernement provisoire a convoqué des élections aux cours constituantes le 3 juin, qui ont eu lieu le 28 juin. Les Assemblées élues seraient composées d’une seule chambre, qui ouvrirait ses sessions le 14 juillet (anniversaire de la Prise de la Bastille qui a fait débuter la Révolution Française), élues au suffrage universel exclusivement masculin. Un mois auparavant, la loi électorale de 1907 avait été modifiée pour permettre aux femmes et aux prêtres de se porter candidats et abaisser l’âge minimum pour voter de 25 à 23 ans, remplaçant les petites circonscriptions uninominales, système qui laissait « large place à la coercition cacique » par les circonscriptions provinciales, dans lesquelles les villes de plus de 100 000 habitants (Madrid, Barcelone, Valence, Bilbao, Séville, Saragosse, Malaga, Cordoue, Grenade et Murcie) constitueraient des circonscriptions distinctes. En outre, l’article 29 controversé, qui proclamait élus les candidats des circonscriptions où une seule candidature avait été présentée, a été abrogé, une ruse largement utilisée dans la fraude électorale institutionnalisée de la Restauration.
En ce qui concerne les résultats des élections aux Assemblées Constituantes, il n’y a pas unanimité sur l’affiliation politique de tous les parlementaires. En outre, les groupes parlementaires ont été très mobiles. Compte tenu de ces mises en réserve, les résultats peuvent être ventilés comme ceci : (tableau). 
Le résultat des élections constitutives a donc été une victoire écrasante des partis du Gouvernement provisoire, qui ont obtenu près de 90% des sièges. Ceux qui ont obtenu le plus grand nombre de députés ont été le Parti socialiste ouvrier espagnol, qui avec 116 députés (ou 115, selon d’autres chiffres) est devenu la minorité majoritaire des nouvelles Assemblées, et le Parti républicain radical socialiste d’Alejandro Leroux qui a obtenu 89 (ou 90), suivi du Parti républicain radical socialiste d’Álvaro de Albornoz et Marcelino Domingo avec 55 (ou 61), Action Républicaine de Manuel Azaña avec 30 (si l’on ajoute les résultats ultérieurs), la Droite Libérale Républicaine du Président Niceto Alcala-Zamora et Miguel Maura 22 (ou 25), et la Gauche républicaine espagnole de Catalogne et d’autres partis nationalistes catalans coalisés représentés au sein du Gouvernement Provisoire par Luis Nicolau d’Olwer, avec 36 députés, et la Fédération Républicaine Galicienne de Santiago Casares Quiroga, avec 13 (ou 15). La plupart de ces partis, en particulier ceux de gauche, soutenaient que la nouvelle Constitution ne devait pas être seulement la règle suprême de l’État, mais un instrument de « transformation de l’Espagne sous tous ses aspects et institutions juridiques, politiques et sociales. »
La droite monarchiste et catholique n’a obtenu qu’une cinquantaine de députés, répartis entre les 15 du Parti Agraire de José Martinez de Velasco et les 5 d’Action nationale de José Maria Gil Robles, qui formeraient la Minorité Agraire, et les députés de la Coalition catholique-fueriste, formée par la Communion traditionaliste carliste, les Nationalistes Basques du PNV et les Catholiques Indépendants qui avaient triomphé au Pays basque-Navarre, et qui constitueraient la minorité Basque-Navarre avec 15 députés, en plus d’autres députés monarchiques et régionalistes de droite.

## Titre Préliminaire
Définition de l'Espagne

À la fin du débat général, le 10 septembre commença la discussion sur le titre préliminaire. Dispositions générales, dont l’article premier définissait l’Espagne comme une "République démocratique". Le député radical-socialiste Fernando Valera a proposé de le définir comme la "République des travailleurs, libérale au principe, démocratique au fondement et sociale à l’orientation", mais son amendement a été rejeté. En le reprenant, le socialiste Luis Araquistain proposa de définir l’Espagne comme "une république des travailleurs. Les pouvoirs de tous ses organes émanant du peuple", amendement qui a été adopté. Le président du gouvernement provisoire Alcalá-Zamora est alors intervenu pour dire qu’elle se dira "République des travailleurs de tout ordre", parce qu’il trouvait une nuance de classe dans le mot "travailleurs". Une semaine plus tard, la Commission présenta une nouvelle proposition reprenant l’amendement d’Araquistáin et la demande d’Alcalá-Zamora, qui sera adoptée:
Article 1: L’Espagne est une république de travailleurs de toutes sortes, organisés en régime de Liberté et de Justice. Les pouvoirs de tous ses organes émanent du peuple. (...) Le drapeau de la République espagnole est rouge, jaune et violet.
Langues

L’autre question controversée du titre préliminaire était celle de la déclaration du castillan "langue officielle de la République (article 4). Le député Abilio Calderón a proposé de remplacer le castillan par l’espagnol, ce à quoi le député majorquin Gabriel Alomar a répondu que "si l’espagnol est le castillan, alors ma langue catalane, le basque et le galicien, ne sont pas des langues espagnoles". Au cours du débat sont intervenus Castelao, pour la défense de la langue galicienne, et Miguel de Unamuno, qui a défendu son amendement selon lequel "nul ne pourra se voir imposer l’usage d’aucune langue régionale", ce à quoi se sont opposés les députés nationalistes basques (Jesús María de Leizaola en a été le porte-parole) catalans (Gabriel Alomar et Jaume Carner ont demandé la parole) et galiciens (Otero Pedrayo est intervenu). La présentation a repris l’article 4 qui a finalement inclus l’amendement d’Unamuno mais limité par l’expression "à l’exception de ce qui était prévu dans des lois spéciales", telles que les statuts d’autonomie. L’article 4 a finalement été rédigé comme suit :
Article 4. L’espagnol est la langue officielle de la République. Tout espagnol a l’obligation de le savoir et le droit de l’utiliser, sans préjudice des droits que les lois de l’État reconnaissent aux langues des provinces ou régions. Sauf disposition contraire d’une loi spéciale, nul ne peut être tenu de connaître ou d’utiliser une langue régionale
La question linguistique, une fois de plus, a fait l’objet de controverses lors de la rédaction de l’article 50, qui imposait l’utilisation (mais pas exclusivement) du castillan comme langue véhiculaire dans l’enseignement et habilitent la République à pourvoir, où que ce soit sur le territoire national, de structures éducatives propres permettant l’enseignement en langue castillane. Le texte final a été approuvé par consensus sur un amendement matriciel signé par les députés : Miguel de Unamuno, Miguel Maura, Roberto Novoa Santos, Fernando Rey, Emilio González, Felipe Sánchez Román et Antonio Sacristán. Cet amendement était le suivant :
Les régions autonomes peuvent toutefois organiser l’enseignement dans leur langue respective, mais dans ce cas, les établissements d’enseignement à tous les degrés dans la langue officielle de la République y sont maintenus.
L’article qui a été adopté était très semblable :
Les régions autonomes peuvent organiser l’enseignement dans leurs langues respectives, conformément aux facultés qui leur sont attribuées dans leurs statuts. L’étude de la langue espagnole est obligatoire et sera également utilisée comme outil d’enseignement dans tous les établissements d’enseignement primaire et secondaire des régions autonomes. L’État peut y maintenir ou y créer des établissements d’enseignement de tous niveaux dans la langue officielle de la République.

## Contexte historique
La république fut proclamée le 14 avril 1931 après la victoire des forces de gauche aux élections municipales, comme résultat de la défaillance de la dictature de Miguel Primo de Rivera et la crise politique dans la monarchie du roi Alphonse XIII d'Espagne qui s'en était suivie.
La proclamation donne le pouvoir de façon provisoire au comité révolutionnaire, sous la présidence de Niceto Alcalá-Zamora qui convoque des élections constituantes pour le 28 juin 1931.
Entre-temps, le gouvernement du comité révolutionnaire se voit confronté à la crise séparatiste de la Catalogne (Francesc Macià avait déclaré l'État Catalan à Barcelone le jour même de la proclamation républicaine), la violence contre l'Église catholique ou les grèves convoquées par les anarchistes de la CNT.

## Organisation du texte et caractéristiques
Le texte s'organise en 9 titres contenant 125 articles.

### Caractéristiques
« L'Espagne est une République démocratique de travailleurs de toutes catégories, organisée sous le régime de la Liberté et de la Justice. [...]

- Article 1er de la Constitution »

La constitution du régime républicain se voulait en rupture avec les politiques de la monarchie et de la dictature précédentes, elle aurait permis cependant le développement d'une démocratie libérale en parallèle avec la décentralisation de l'administration territoriale selon le modèle des régions autonomes, avec les caractéristiques suivantes :
- Régime présidentiel, donc séparation stricte des pouvoirs. Cependant, la constitution prévoit des mécanismes de collaboration entre les pouvoirs. Le Président de la République est désigné par le parlement.
- Une seule Chambre : les Cortès sont composés d'une seule Assemblée, nommée chambre des députés ; le Sénat traditionnel étant supprimé.
- Laïcité : Le remarquable caractère rupturiste de la constitution peut se constater dans les articles consacrés à la question religieuse qui prévoient des restrictions à la liberté de culte et la promotion de mesures laïques.

#### La Présidence républicaine espagnole
Le cas du Président de la République est traitée dans le titre V de la constitution. Son élection pour une durée de 6 ans, ne suit pas le suffrage direct des citoyens, mais elle est sous la responsabilité partagée entre le parlement et une commission. La commission est par contre élue par suffrage et formée par un nombre de personnes égal à celui des députés.
À l'image de la monarchie, le président symbolise la nation, mais n'a pas un rôle modérateur : il peut cependant s'opposer à l'élection du premier ministre.

## La question religieuse: un État laïque
Pour la première fois dans l'histoire de la constitution espagnole, le statut confessionnel de l'État s'est terminé par la proclamation de l'article 3

« L'État Espagnol n'a pas de religion officielle.

- Article 3 de la Constitution »

L'article 26 a radicalement développé ce principe de séparation complète de l'Église et de l'État. En effet, il définit les confessions religieuses comme des « associations soumises à une loi spéciale » ce qui leur interdit de recevoir tout type de subvention de l'État (le budget du clergé expirerait dans un délai maximum de deux ans). Les ordres religieux qui auraient un quatrième vote « d’obéissance à une autorité autre que la légitime de l'État » (c’est le cas des jésuites) seraient alors dissous et leurs biens nationalisés et les autres seraient soumis à une loi spéciale qui leur interdirait, entre autres, l'éducation à l'exercice et leurs actifs pourraient être nationalisés.
L'article 27 reconnaît la liberté de conscience et de culte, bien que les « manifestations publiques de culte » soient soumises à l'autorisation préalable du gouvernement et que les cimetières soient laïcisés. L'article 43 reconnaissait le droit de divorcer par « dissidence mutuelle ou à la demande des deux époux, avec allégation dans ce cas d'une juste cause ». Et l'article 48 institue l'école laïque et « unifiée », afin de réduire la limitation de l'activité éducative de l'Église à « enseigner leurs doctrines respectives dans leurs propres établissements », sous l'inspection de l'État.
Cette manière d'aborder la question religieuse a été rejetée par l'Église catholique et par la droite, tant catholique (les partis minoritaires agrarien et basco-navarrais se sont retirées du parlement) que républicaine. Cela a provoqué une grave crise politique au sein du gouvernement provisoire. Le président Niceto Alcalá-Zamora et le ministre de l'Intérieur, Miguel Maura, tous deux chefs de file de la droite libérale républicaine, (qui en juillet 1931 avait changé son nom en Parti républicain progressiste), ont démissionné. Alcalá-Zamora a été remplacé par Manuel Azaña, qui avait eu une participation décisive au débat sur l'article 26. Dès lors, une large mobilisation des catholiques a commencé à réviser la Constitution.

## La réforme de la Constitution
Dans l'article 125 inclus dans le titre IX. Garanties et réforme de la Constitution, la procédure de réforme de la Constitution est établie. Elle peut être à l’initiative du gouvernement ou à un quart des membres du Parlement. Pour que la réforme soit approuvée, deux procédures sont nécessaires : qu'elle soit approuvée par « les deux tiers des députés dans l'exercice de leurs fonctions, pendant les quatre premières années de la vie constitutionnelle, et par la suite à la majorité absolue » ; et que les nouvelles Chambres, dissoutes les précédentes après l'approbation de la réforme, la ratifient. 
Luis Jiménez de Asúa a reconnu que cette procédure de réforme donnait "à notre Charte politique l'apparence d'une Constitution rigide ; mais aujourd'hui, les Constitutions flexibles ont presque complètement disparu, soit en exigeant une majorité qualifiée pour la réforme, ou bien en demandant à une des deux Chambres constitutionnelles le modifier ".
Face à un tel nombre de précautions, la réforme de la Constitution était impossible. La CEDA dut attendre le 9 décembre 1935 pour tenter de faire approuver son projet de réforme (qui comprenait la suppression de l'article 26 qui interdisait l'exercice de l'enseignement aux ordres religieux, l'introduction du Sénat, la limitation du régime autonome ou la socialisation de la propriété…), car jusque-là une majorité des deux tiers était nécessaire pour être approuvée, et à partir du quatrième anniversaire de la Constitution, seule une majorité absolue était requise. Cependant, la proposition n'a pas abouti car elle n'a pas obtenu le soutien de son allié le Parti républicain radical, et finalement le président de la République Alcalá-Zamora a dissous les Chambres constitutionnelles et a organisé de nouvelles élections. Celles-ci ont été remportées par le Front populaire.

## L'organisation territoriale
La constitution considère la République comme un système d'État intégral compatible avec l'autonomie des municipalités et régions. Cette considération permit l'élaboration des statuts d'autonomie et constitua des régions autonomes.
La première région à bénéficier de l'autonomie fut la Catalogne suivant une procédure d'exception très controversée, son statut est approuvé en 1932. Le Pays basque avec la Navarre et la Galice préparèrent aussi des textes, mais leur application fut altérée par le commencement de la guerre civile.

## Les limites du droit de propriété: "la propriété peut être socialisée".
Dans le débat sur les droits économiques, sociaux et culturels contenus dans le chapitre II. Famille, économie et culture du Titre III, l'article le plus intensément discuté a été l'article 42 du projet de la Commission (article 44 dans le projet final) car il contenait ce que Claudio Sánchez Albornoz, porte-parole d'Action Républicaine, a appelé la "tendance socialisante" de la Constitution et que son parti soutenait. Le porte-parole socialiste dans le débat, Fernando de los Ríos, également ministre de la Justice du gouvernement provisoire, a justifié la proposition de procéder à la "socialisation" de la propriété :  
"Économie libre" signifie "homme esclave" et, à l'inverse, une économie assujettie et soumise est la seule chose qui rende possible une véritable position de liberté pour l'homme. Et c'est ce que nous défendons ; nous allons vers une économie planifiée, vers une économie assujettie, vers une économie soumise, vers une économie disciplinée et subordonnée à l'intérêt public.  
Ainsi, le projet de la Commission stipulait au premier paragraphe que "la propriété des sources naturelles de richesse existant sur le territoire national appartient originellement à l'État au nom de la Nation" et au deuxième paragraphe que "l'État, qui reconnaît actuellement la propriété privée en raison de la fonction d'utilité directe exercée par le propriétaire, procède progressivement à sa socialisation". Toutefois, les deux propositions ont été modifiées au cours du débat. Le premier paragraphe a été supprimé et l'article 45 du projet de loi a été inséré à sa place : "Toutes les richesses du pays, quel que soit leur propriétaire, sont subordonnées aux intérêts de l'économie nationale et affectent le support des dépenses publiques, conformément à la Constitution et aux lois. Un nouveau deuxième paragraphe a été rédigé (fusionnant les quatrième et cinquième paragraphes du projet), qui se lit comme ceci : "La propriété de tous les types de biens peut faire l'objet d'une expropriation obligatoire pour des raisons d'utilité sociale moyennant une indemnisation adéquate, sauf disposition contraire d'une loi adoptée à la majorité absolue". Et puis l'ancien deuxième paragraphe a été complètement modifié : "Avec les mêmes exigences, la propriété peut être socialisée".  
Le libellé du troisième paragraphe du projet a également été modifié ("L'État a en tout temps le droit d'imposer à la propriété privée les transformations qui sont d'intérêt public") en "L'État peut intervenir par la loi dans le fonctionnement et la coordination des industries et des entreprises lorsque la rationalisation de la production et les intérêts de l'économie nationale l'exigent". Le sixième paragraphe a également été modifié. La formulation initiale "Les services publics et les exploitations qui affectent l'intérêt national doivent être nationalisés dès que possible" a été modifiée en "Les services publics et les exploitations qui affectent l'intérêt national peuvent être nationalisés dans les cas où la nécessité sociale l'exige". Le dernier paragraphe est resté pratiquement inchangé : "En aucun cas, la peine de confiscation des biens ne sera imposée".  
L'article 45 plaçait "toutes les richesses artistiques et historiques du pays, quel qu'en soit le propriétaire, sous la sauvegarde de l'État, qui peut en interdire l'exportation et l'aliénation et décréter les expropriations légales qu'il juge utiles à leur défense". Dans l'article 46, relatif au travail, qui "bénéficie de la protection des lois", il est indiqué que "la République assure à tout travailleur les conditions nécessaires à une existence digne", puis sont énumérés en détail les sujets que "sa législation sociale doit réglementer" (de "l'assurance chômage obligatoire" au droit au "congé annuel payé"). y compris "la participation des travailleurs à la gestion, à l'administration et aux bénéfices des entreprises". Dans l'article 47, il est fait mention des mesures à prendre pour la protection des paysans.  

## Le droit de vote des femmes
Les élections aux cours constituantes se sont déroulées au suffrage universel masculin (es), à l'exclusion des femmes, bien qu'elles aient pu se présenter comme candidates. Seules trois femmes ont été élues : Margarita Nelken sur les listes du Parti socialiste ouvrier espagnol, Clara Campoamor sur les listes du Parti républicain radical et Victoria Kent sur les listes du Parti socialiste républicain radical. Ces deux dernières animeront le débat sur le suffrage des femmes.

L'un des principaux opposants à l'octroi du droit de vote aux femmes est le professeur de pathologie de l'Université de Madrid et député de la Fédération républicaine de Galice, Roberto Novoa Santos (es), qui profite de son intervention en tant que porte-parole de son groupe parlementaire dans le débat sur le projet de Constitution de 1931 pour s'y opposer en invoquant des "arguments biologiques" tels que le fait que les femmes ne sont pas dominées par la réflexion et l'esprit critique mais par l'émotion et tout ce qui a trait aux sentiments. S'appuyant sur la psychanalyse, il a soutenu que l'hystérie est consubstantielle à la psychologie féminine. Il a également eu recours à l'argument selon lequel accorder le droit de vote aux femmes reviendrait à donner la victoire à la droite et à transformer l'Espagne en un "État conservateur ou théocratique". Dans l'ensemble de ce débat, il a déclaré :
« Je crois qu'on pourrait admettre dans le régime électoral que les femmes soient toujours éligibles par les hommes ; mais, d'autre part, que les femmes ne soient pas électrices. (...) Quel serait le sort de la République si dans un avenir proche, très proche, nous accordions le vote aux femmes ? Sûrement un retournement, un bond en arrière. Et le fait est que les femmes ne sont pas dominées par la réflexion et l'esprit critique : les femmes se laissent toujours emporter par l'émotion, par tout ce qui parle à leurs sentiments..... L'hystérie n'est pas une maladie, c'est la structure même de la femme ; la femme c’est cela : l'hystérie et pour cette raison elle est volatile, versatile, elle est sensible d'esprit et d'émotion. C'est la femme. Et je me demande : sur quel genre de falaise nous serions si nous avions donné le droit de vote aux femmes dans un avenir proche ? »
Un débat antérieur à celui du suffrage des femmes mais d'une grande importance fut celui de l'article (25 dans le projet final) dans lequel, après avoir affirmé que "la naissance, la classe sociale, la fortune, les idées politiques et les croyances religieuses ne peuvent servir de base à des privilèges légaux", le deuxième paragraphe affirmait : "L'égalité des droits des deux sexes est reconnue en principe". L'article se terminait ainsi : "L'État ne reconnaît pas les titres et distinctions de noblesse". Clara Campoamor, en tant que membre de la Commission constitutionnelle, a défendu son vote privé visant à inclure dans le premier paragraphe qu'aucun des deux sexes ne peut faire l'objet de privilèges et  dans la suppression du deuxième paragraphe que l'égalité entre les hommes et les femmes soit pleinement reconnue et pas seulement "en principe". Victoria Kent a également soutenu la proposition :
« Article 25 : Ne peuvent constituer des motifs de privilèges légaux : la nature, la filiation, le sexe, la classe sociale, la fortune, les idées politiques ou les convictions religieuses. L'État ne reconnaît pas les distinctions ou les titres de noblesse. »
Le 30 septembre 1931, l’article 34 du projet de la Commission (36 dans le projet final) est examiné, dans lequel le droit de vote des femmes est reconnu. Le député Hilario Ayuso a proposé un amendement selon lequel les hommes pourraient voter à partir de vingt-trois ans et les femmes à partir de quarante-cinq ans.